# Đế quốc Thụy Điển

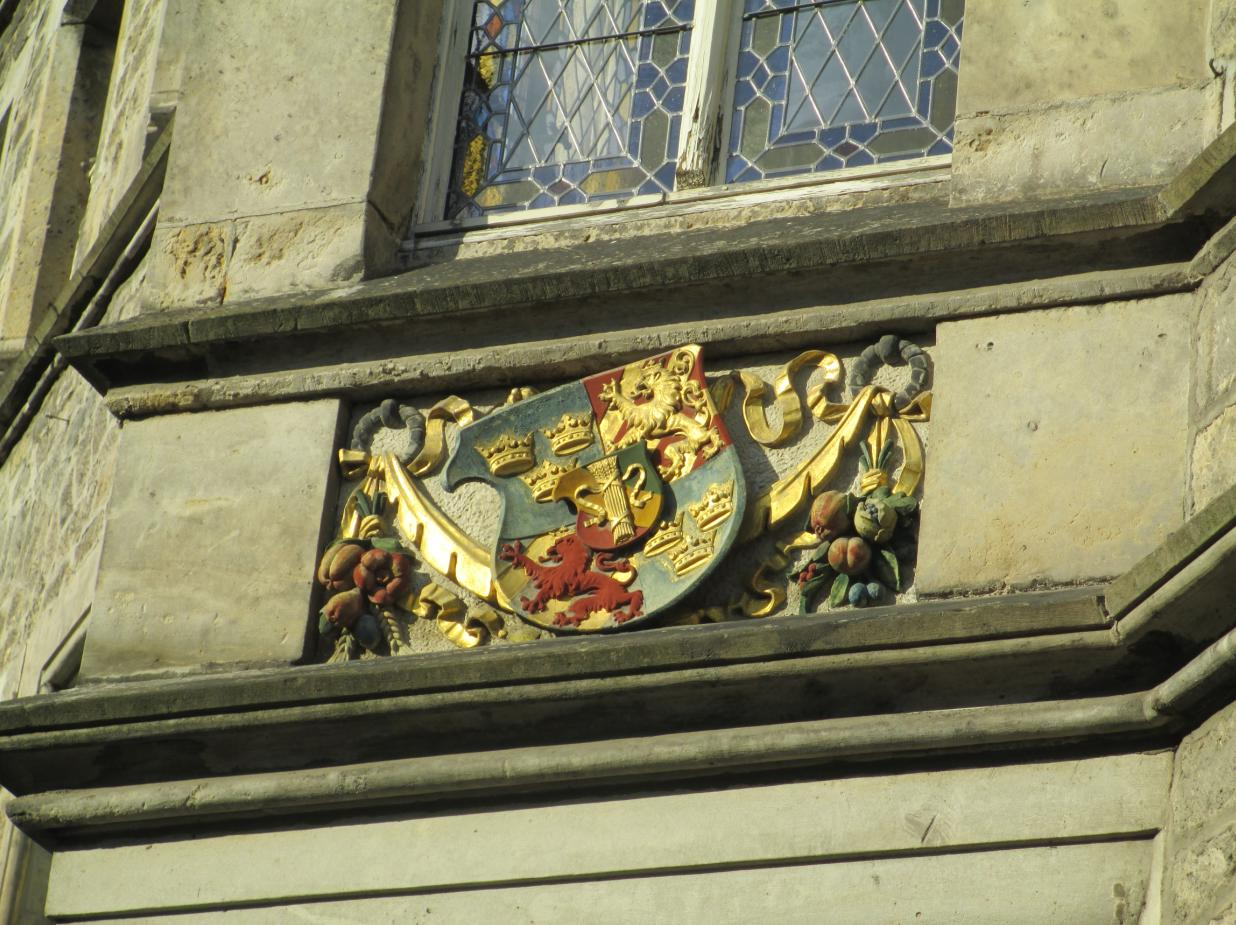
Huy hiệu của Thụy Điển (với lỗi tinctures) trên một bức tường của Tòa thị chính tại Lützen ở Đức

Thuật ngữ Đế quốc Thụy Điển dùng để chỉ tới Vương quốc Thụy Điển từ năm 1611 (sau khi chinh phục Estonia) cho tới 1721 (khi Thụy Điển chính thức nhượng lại lãnh thổ rộng lớn ở phía đông Phần Lan cho cường quốc đang nổi lên là Nga). Trong thời gian này, Thụy Điển là một trong những cường quốc hàng đầu ở châu Âu. Tại Thụy Điển, giai đoạn này được gọi là Stormaktstiden, có nghĩa là "Kỷ nguyên Đế quốc". Khởi đầu vào năm 1611 (khi Gustav Adolf lên ngôi) và kết thúc vào năm 1718 (sau cái chết của Karl XII và kết thúc của cuộc Đại chiến Bắc Âu). Để gia tăng quyền lực chính trị, đáng chú ý nhất là bằng cách trở thành một trong số hai cường quốc bảo lãnh cho Hòa ước Westfalen, đã được gộp vào với việc gia tăng lãnh thổ cho phép thực hiện đầy đủ khái niệm Thống trị biển Baltic (dominium maris baltici). Ngày khởi đầu và kết thúc của thời kỳ này không được thống nhất giữa các nhà sử học.
Sau cái chết của Gustav Adolf năm 1632, đế quốc bị điều khiển bởi một nhóm quý tộc có danh vọng, nổi bật nhất là nhà Oxenstierna, làm gia sư cho vị nhiếp chính nhỏ tuổi. Quyền lợi của họ tương phản với chính sách đồng nhất, nghĩa là họ phát huy truyền thống bình đẳng trong tình thế bất động sản ruộng đất Thụy Điển được nhà vua và tầng lớp nông dân ủng hộ. Vùng lãnh thổ thổ mua lại được trong giai đoạn này de facto với luật lệ quý phái, chế độ nông nô đã được bãi bỏ, và cũng là một xu hướng thiết lập bất động sản thích hợp hơn ở Thụy Điển. Cuộc đảo chính 1680 đặt dấu chấm hết cho những nỗ lực của giới quý tộc và bắt họ trả lại những gì đã lấy của nhà vua. Tuy nhiên, chế độ nông nô vẫn còn có hiệu lực ở các vùng đất chiếm được từ Thánh chế La Mã và Estonia, nơi mà là kết quả của chính sách thống nhất bị cản trở bởi các điều ước quốc tế mà họ đã thu được.
Sau khi giành chiến thắng trong cuộc Chiến tranh Ba mươi năm khốc liệt, "Kỷ nguyên Đế quốc" hay Thời đại Cơn bão (tiếng Thụy Điển: stormaktstiden) đưa Thụy Điển đạt đến đỉnh cao trong cuộc chiến tranh Bắc Âu lần thứ hai, khi đối thủ chính là Đan Mạch đã bị vô hiệu hóa bởi Hòa ước Roskilde năm 1658. Tuy nhiên, để có thể duy trì sự cường thịnh của đế chế trong quá trình tiếp theo của cuộc chiến này cũng như trong cuộc chiến tranh Scanian sau đó là nhờ sự hỗ trợ của đồng minh thân cận nhất là Pháp. Karl XI của Thụy Điển đã củng cố lại đế quốc và đảm bảo một thời kỳ hòa bình trước khi  Sachsen và Đan Mạch liên minh với nhau để tấn công người kế nhiệm ông, tức Karl XII. Sau khi quân đội Thụy Điển giành được những chiến công vang dội vào thời kỳ đầu của cuộc chiến, Karl VII tiếp tục duy trì được đế chế, nhưng đây lại là lần cuối cùng, dựa trên Hòa ước Travendal (1700) và Hiệp ước Altranstädt (1706). Trận Poltava (1709) đã khiến cho "Kỷ nguyên Đế quốc" của Thụy Điển kết thúc một cách đột ngột.

## Nổi lên như một cường quốc
Thụy Điển nổi lên như một cường quốc châu Âu dưới thời Axel Oxenstierna và Vua Gustavus Adolphus. Do kết quả của việc giành được các vùng lãnh thổ bị chiếm giữ từ Nga và Khối thịnh vượng chung Litva-Ba Lan, cũng như việc tham gia vào Chiến tranh ba mươi năm, Thụy Điển đã biến thành người lãnh đạo Tin lành.
Trong Chiến tranh ba mươi năm, Thụy Điển đã chinh phục được khoảng một nửa số quốc gia thành viên của Đế quốc La Mã thần thánh. Vận may của chiến tranh sẽ thay đổi qua lại nhiều lần. Sau thất bại trong Trận Nördlingen (1634), niềm tin vào Thụy Điển của các quốc gia Đức do Thụy Điển kiểm soát đã bị tổn hại, và một số tỉnh đã từ chối hỗ trợ quân sự của Thụy Điển, khiến Thụy Điển chỉ còn một vài tỉnh phía bắc Đức. Sau khi Pháp can thiệp đứng về phe Thụy Điển, vận may lại thay đổi. Khi chiến tranh tiếp diễn, số binh lính và dân thường chết ngày càng tăng, và khi nó kết thúc, nó đã dẫn đến sự suy giảm dân số nghiêm trọng ở các bang của Đức. Mặc dù ước tính dân số chính xác không tồn tại, các nhà sử học ước tính rằng dân số của Đế chế La Mã thần thánh đã giảm một phần ba do chiến tranh.
Thụy Điển thành lập các thuộc địa ở nước ngoài, chủ yếu ở Tân Thế giới. Tân Thụy Điển được thành lập tại thung lũng Sông Delaware vào năm 1638 và Thụy Điển sau đó đã đưa ra yêu sách đối với một số đảo Caribe. Một chuỗi các pháo đài và trạm giao dịch của Thụy Điển cũng được xây dựng dọc theo bờ biển Tây Phi, nhưng chúng không được thiết kế cho người định cư Thụy Điển.

### Hòa ước Westfalen
Vào lúc kết thúc Chiến tranh Ba mươi năm, Hòa ước Westphalia năm 1648 cấp cho Thụy Điển các vùng lãnh thổ như bồi thường chiến tranh. Thụy Điển yêu cầu Silesia, Pomerania (thuộc sở hữu của họ kể từ Hiệp ước Stettin (1630), và khoản bồi thường chiến tranh là 20.000.000 Riksdaler.
Thông qua những nỗ lực đàm phán của Johan Oxenstierna và Johan Adler Salvius, họ đã thu được:
- Pomerania thuộc Thụy Điển, phần được chia của Thụy Điển của cựu nữ Công tước Pomerania kể từ Hiệp ước Stettin (1653), bao gồm
  - Tây Pomerania, với các đảo Rügen, Usedom và Wollin, cũng như các thị trấn Stettin, Greifswald và Stralsund;
  - một dải Farther Pomerania ở phía bên phải Oder, bao gồm các thị trấn Damm và Gollnow, với quyền kế vị phần còn lại của Farther Pomerania trong trường hợp Nhà Hohenzollern Brandenburg tuyệt tự;
- thị trấn Wismar, với các quận Pod và Neukloster;
- các giáo khu thế tục hóa của thành phố Bremen-Verden, với thị trấn Wildeshausen;
- 5.000.000 Riksdaler.

Những tài sản của Đức đã được giữ như những Lãnh địa của Đế chế La Mã thần thánh. Điều này cho phép Thụy Điển bỏ phiếu trong Chế độ nghị viện Hoàng gia và cho phép nó "điều khiển" Vòng tròn Hạ Saxon xen kẽ với Brandenburg. Ngoài ra, Pháp và Thụy Điển đã trở thành những người bảo lãnh chung của hiệp ước với Hoàng đế La Mã thần thánh và được ủy thác thực hiện các điều khoản của nó, như được ban hành bởi Đại hội điều hành của Nuremberg năm 1650.
Sau các hiệp ước Brömsebro và Westfalen, Thụy Điển là khu vực kiểm soát lớn thứ ba ở châu Âu theo diện tích đất liền, chỉ sau Nga và Tây Ban Nha. Thụy Điển đạt đến phạm vi lãnh thổ lớn nhất trong thời gian này dưới sự cai trị của Charles X Gustav (1622-1660) sau Hòa ước Roskilde năm 1658.

## Thống lĩnh

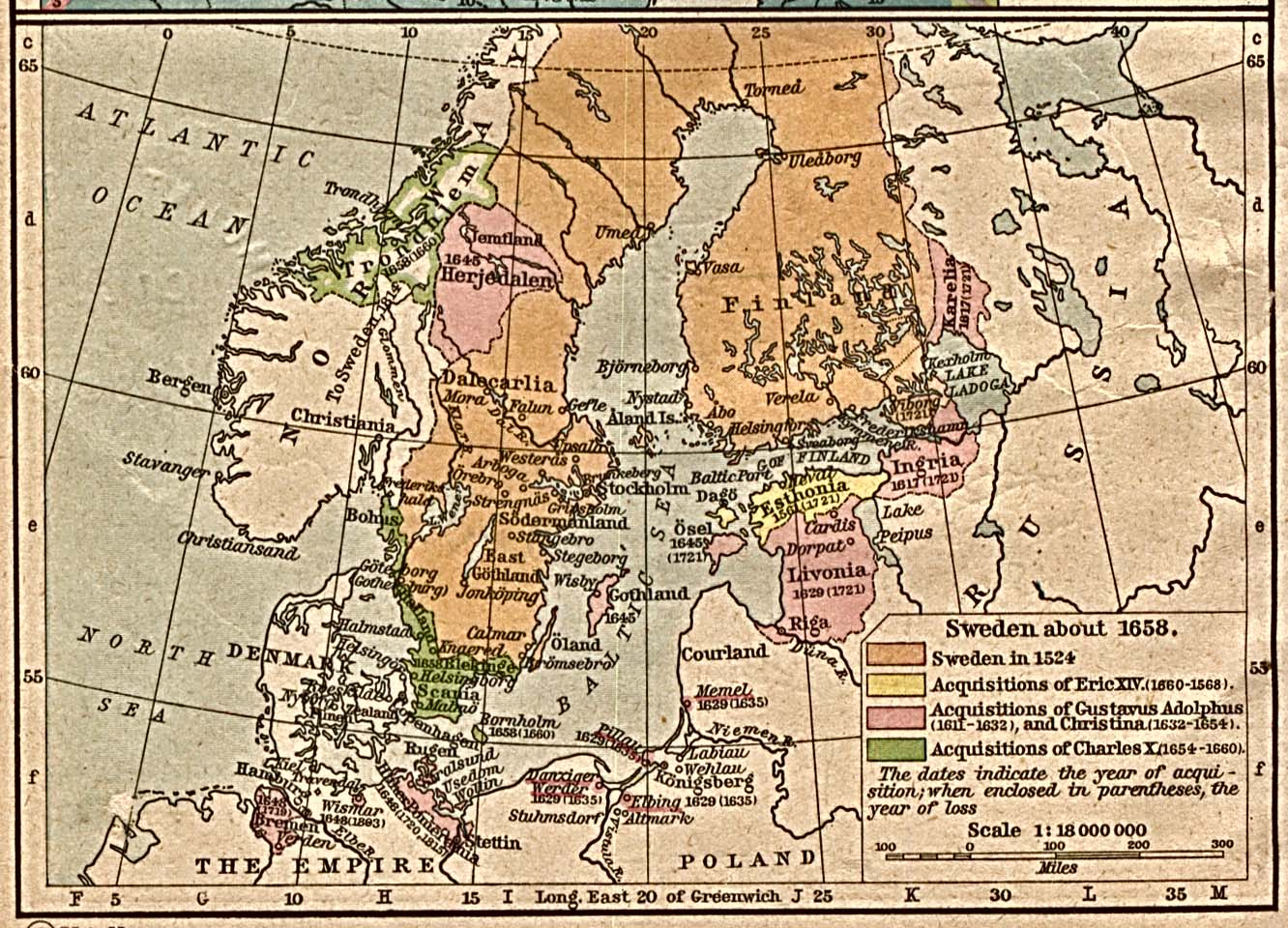
Lãnh thổ Thụy Điển vào năm 1658. Những năm trong ngoặc đơn chỉ ra khi sở hữu bị từ bỏ hoặc mất đi.

Kết quả của mười tám năm chiến tranh, Thụy Điển đã có được những tài sản nhỏ và phân tán, nhưng đã bảo đảm quyền kiểm soát ba con sông chính ở miền bắc nước Đức-Oder, Elbe và Weser. Hai lý do chính cho những khoản bồi thường nhỏ là sự đố kị của Pháp và sự thiếu kiên nhẫn của Nữ hoàng Christina. Do sự can thiệp của Thụy Điển, Thụy Điển đã giúp bảo đảm tự do tôn giáo ở châu Âu cho người Tin lành, trở thành một cường quốc hàng đầu của đạo Tin lành của lục địa trong 90 năm. Việc nâng Thụy Điển lên thành một cường quốc đòi hỏi rằng nó vẫn là một chế độ quân chủ quân sự, được trang bị cho trường hợp khẩn cấp có thể. Nghèo đói và dân số thưa thớt của Thụy Điển có nghĩa là đất nước này không phù hợp với vị thế của đế quốc. Tuy nhiên, vào giữa thế kỷ 17, với việc Pháp là một đồng minh vững chắc, sự không thích hợp giữa quyền lực và tham vọng của nó không quá rõ ràng.

## Đoàn kết trong nước
Hiện tại, Thụy Điển giữ một vị trí lãnh đạo khó khăn. Chính sách thận trọng có lẽ đảm bảo được sự thống trị vĩnh viễn trên bờ Baltic, nhưng không có nhiều chỗ cho những sai lầm. Thật không may, sự ngông cuồng của hai người kế vị trực tiếp của Gustavus Adolphus là Christina và Charles X Gustav đã gây ra những khó khăn lớn cho đế chế mới.
Sự hoang phí tài chính của Christina đã khiến nhà nước đứng trước bờ vực phá sản, và những khó khăn tài chính đã gây ra tình trạng bất ổn trước công chúng. Người dân Thụy Điển sợ rằng sự vĩ đại bên ngoài, giả tạo của đất nước họ có thể phải trả giá bằng sự mất tự do dân sự và chính trị. Người dân Thụy Điển đã tìm đến một vị vua mới để giải quyết vấn đề quá nhiều quyền lực được trao cho giới quý tộc.
Charles X Gustav là một người phân xử mạnh mẽ giữa người dân và giới quý tộc. Là một người lính, ông hướng tham vọng của mình hướng tới vinh quang quân sự; nhưng ông cũng là một chính trị gia sắc sảo khác thường. Trong khi đặt trọng tâm lớn vào sức mạnh quân sự, ông cũng hiểu rằng đoàn kết trong nước là cần thiết cho một chính sách đối ngoại mạnh mẽ.

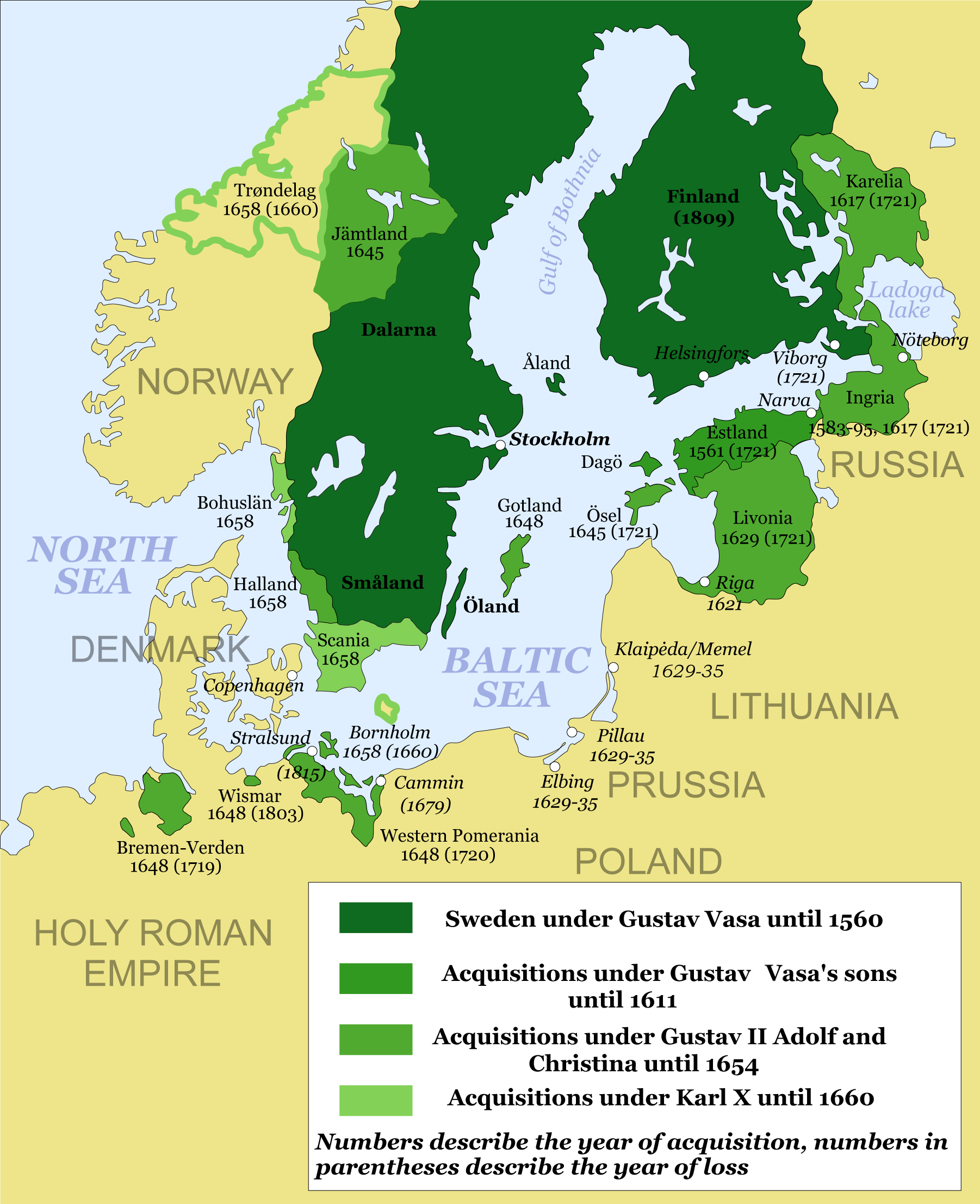
Sự phát triển của Thụy Điển và đế chế của nó từ năm 1560 đến 1815

Câu hỏi cấp bách nhất trong nước là giảm thuế, hoặc bồi thường các vùng vương thổ xa xôi. Tại Riksdag of the Estates năm 1655, nhà vua đề xuất rằng những người nắm giữ tài sản của vua nên: 1) trả một khoản tiền 200.000 Riksdaler hàng năm từ những vùng đất mà họ sẽ nhận được, hoặc 2) từ bỏ một phần tư tài sản, trị giá khoảng 800.000 Riksdaler. Giới quý tộc muốn tránh thuế và quy định rằng ngày 6 tháng 11 năm 1632, ngày mất của Gustavus Adolphus, phải là giới hạn mà có thể thu hồi thuế, và không nên tiếp tục bồi thường cho các vùng đất xa xôi. Chống lại điều này, các bất động sản thấp hơn bị đánh thuế nặng đã phản đối, và chế độ nghị viện bị trì hoãn. Nhà vua đã can thiệp, không phải để dập tắt cộng đồng, như thượng viện khăng khăng, mà buộc giới quý tộc phải nhường đường. Ông đã đề xuất một ủy ban đặc biệt để điều tra vấn đề này trước cuộc họp ở Riksdag tiếp theo và rằng một đóng góp theo tỷ lệ nên được áp dụng cho tất cả các tầng lớp trong thời gian này. Cả hai nhóm đều chấp nhận sự sắp xếp này.
Charles X Gustav đã làm hết sức mình để phục hồi từ sự hoang phí tài chính của Christina. Tuy nhiên, tham vọng của riêng ông ta với vinh quang quân sự có thể đã gây ra vấn đề cho đất nước của ông. Trong ba ngày, anh ta đã thuyết phục được các khu vực của Thụy Điển về tiềm năng của cuộc tấn công vào Khối thịnh vượng chung Ba Lan-Litva. Tuy nhiên, khi rời Stockholm đến Warsaw vào ngày 10 tháng 7 năm 1654, anh đã đạt được nhiều vinh quang cá nhân hơn là lợi thế cho đất nước của mình. Chiến tranh Ba Lan-Thụy Điển mở rộng thành một cuộc chiến tranh chung ở châu Âu. Anh ta đã vượt qua được Thắt lưng và nổi lên chiến thắng, chỉ chết vì kiệt sức. Ngay sau khi ông qua đời, một nhiếp chính được chỉ định cai quản Thụy Điển trong thời gian con trai duy nhất và người kế vị của ông còn quá nhỏ, Charles XI của Thụy Điển mới bốn tuổi. Hội đồng nhiếp chính đã nhanh chóng kết thúc cuộc chiến với nhiều kẻ thù của Thụy Điển, hiện bao gồm Sa quốc Nga, Khối thịnh vượng chung Ba Lan-Litva, lãnh địa của bá tước Brandenburg và Đan Mạch-Na Uy.

## Hòa ước Oliva

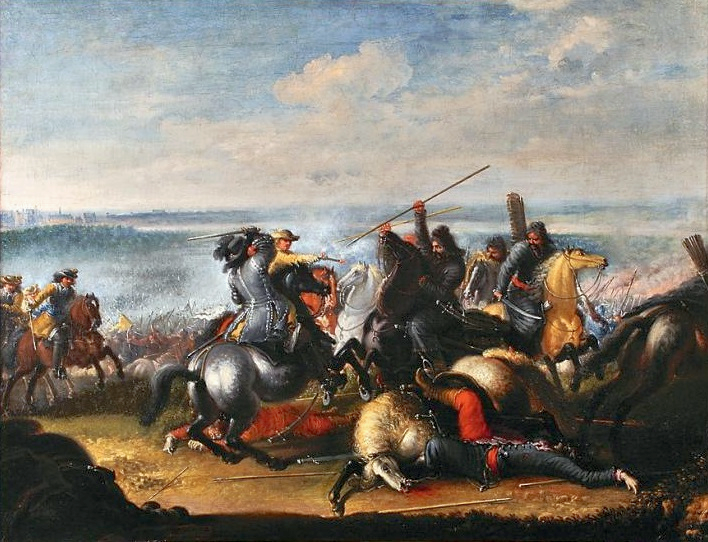
Vua Charles X Gustav trong cuộc giao tranh với người Tatar Ba Lan gần Warszawa trong Chiến tranh phương Bắc lần thứ hai

Hòa ước Oliva vào ngày 3 tháng 5 năm 1660, chấm dứt mối thù truyền kiếp với Ba Lan. Hòa giải của Pháp về hiệp ước này cũng chấm dứt cuộc cãi vã giữa Thụy Điển, hoàng đế La Mã thần thánh và Lãnh địa của công tước Brandenburg. Hiệp ước này đã xác nhận cả quyền sở hữu Livonia của Thụy Điển và sẽ bầu cho Lãnh địa công tước Brandenburg đối với chủ quyền của nó với nước Phổ; và nhà vua của Khối thịnh vượng chung Ba Lan-Litva đã từ bỏ mọi yêu sách đối với vương miện của Thụy Điển. Hiệp ước đã buộc Đan Mạch Đan Mạch mở lại các cuộc đàm phán trực tiếp với Thụy Điển. Cuối cùng, theo Hòa ước Copenhagen vào ngày 27 tháng 5 năm 1660, Thụy Điển đã giữ ba tỉnh Scania trước đây của Đan Mạch và tỉnh Bohuslän của Na Uy trước đây, mà Đan Mạch-Na Uy đã nhượng lại theo Hòa ước Roskilde hai năm trước; nhưng Thụy Điển đã phải từ bỏ tỉnh Trøndelag của Na Uy và đảo Bornholm của Đan Mạch, nơi đã nhượng tại Roskilde. Đan Mạch-Na Uy cũng bị buộc phải công nhận sự độc lập của công tước xứ Holstein-Gottorp. Chiến tranh Nga-Thụy Điển (1656 Tiết1658) đã bị Hiệp ước Cardis chấm dứt vào ngày 2 tháng 7 năm 1661, qua đó Sa hoàng đã đầu hàng các tỉnh Baltic sang Thụy Điển - Ingria, Estonia và Kexholm.
Do đó, Thụy Điển nổi lên từ cuộc chiến không chỉ là một cường quốc quân sự, mà còn là một trong những quốc gia lớn nhất của châu Âu, sở hữu nhiều gấp đôi lãnh thổ so với Thụy Điển hiện đại. Diện tích đất của Thụy Điển là 1.100.000 km2. Trong khi Thụy Điển hiện đại bị ràng buộc bởi Baltic, trong thế kỷ 17, Baltic đã hình thành một mối liên kết giữa các quyền thống trị phân tán rộng rãi khác nhau. Tất cả các hòn đảo ở Baltic, ngoại trừ nhóm Đan Mạch, thuộc về Thụy Điển. Các cửa sông của tất cả các con sông lớn của Đức nằm trong lãnh thổ Thụy Điển, cũng bao gồm hai phần ba hồ Ladoga và một nửa hồ Peipus. Stockholm, thủ đô, nằm ở trung tâm của đế chế, thành phố lớn thứ hai là thành phố Riga, ở phía bên kia của biển. Đế chế này chứa chưa đến một phần ba dân số Thụy Điển hiện đại - chỉ có 2.500.000 người, tương đương khoảng 2,3 người trên mỗi km vuông. Tuy nhiên, sự bành trướng của Thụy Điển có thể một phần do sự hỗn loạn và yếu kém ở các quốc gia lân cận, và khi họ trở nên ổn định hơn, họ bắt đầu tìm kiếm cơ hội lấy lại những gì đã mất.

## Đánh bại Đan Mạch

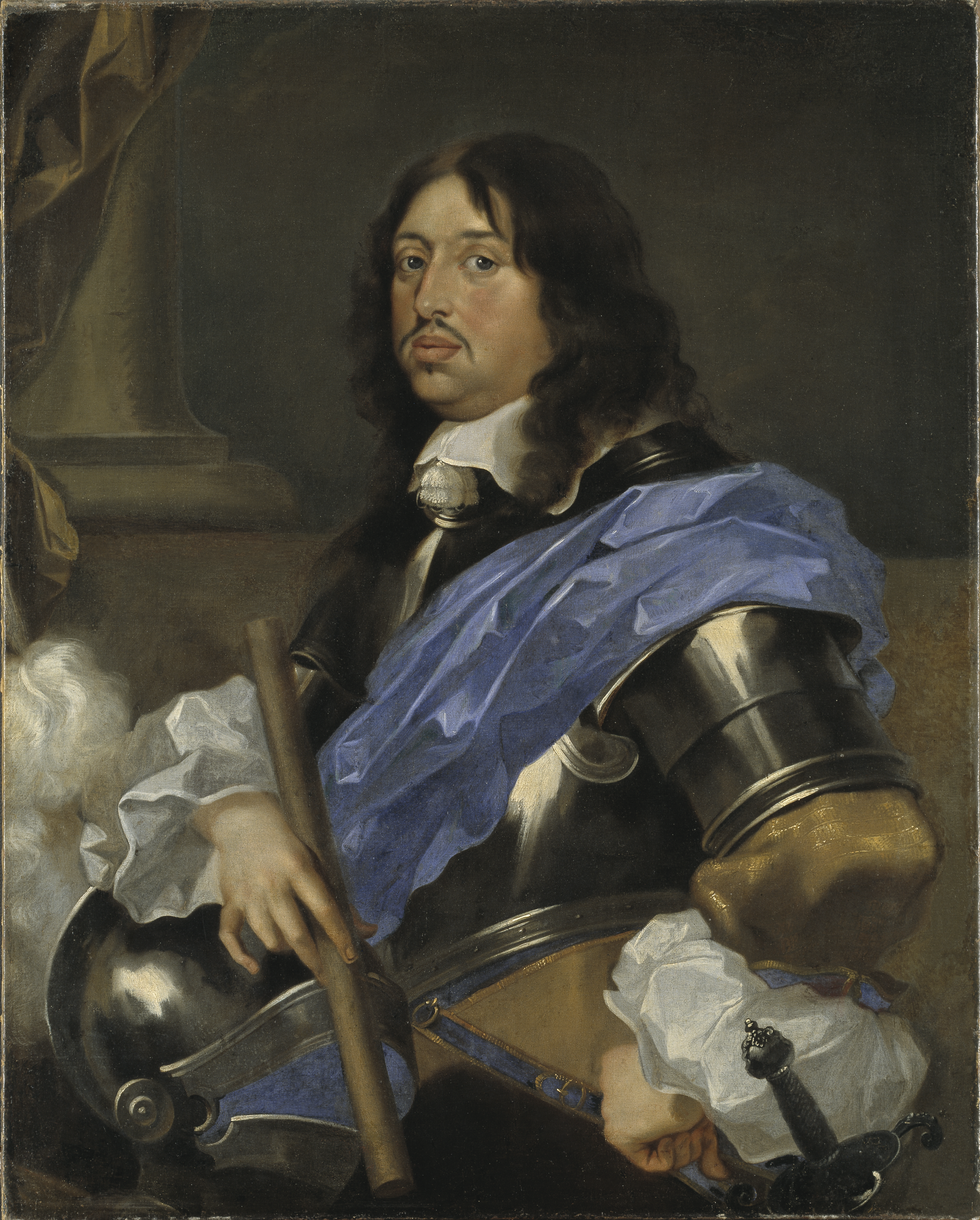
Vua Charles X Gustav

Thụy Điển giờ đã giành được ảnh hưởng chính trị đáng kể, được giảm bớt do mất uy tín đạo đức. Khi Charles X Gustav lên ngôi vào năm 1655, các nước láng giềng của Thụy Điển có thể đã trở thành đồng minh; tuy nhiên, việc mất lãnh thổ kết hợp với mất tự do tôn giáo đã làm giảm bớt mối quan hệ của họ với Thụy Điển. Trước cái chết của Charles X Gustav, năm năm sau, Thụy Điển không chỉ làm hư hại các vùng lãnh thổ mới giành được mà còn bị các quốc gia xung quanh ghét bỏ vì không bảo vệ đạo Tin lành. Nỗ lực của Charles X Gustav để giành được sự ủng hộ của Brandenburg bằng cách chia rẽ Ba Lan không chỉ đảo ngược chính sách ban đầu của anh ta, mà còn tạo ra một đối thủ miền nam mới nguy hiểm như Đan Mạch ở phía tây.
Năm 1660, sau năm năm chiến tranh, Thụy Điển đã đạt được hòa bình và cơ hội để tổ chức và phát triển vương quốc rộng lớn mới. Thật không may, chính quyền mười lăm năm theo Charles X Gustav đã không thể đối phó với tình huống mà nó phải đối mặt. Chính quyền đã bị chia rẽ nội bộ và bị cản trở bởi sự thiếu thống nhất và tài năng giữa các chính khách. Hai đối thủ chính là phe quý tộc - quân sự do Magnus de la Gardie đứng đầu và phe hòa bình và kinh tế do Johan Gyllenstierna lãnh đạo. Nhóm quý tộc đã thắng thế và mang theo sự suy đồi về đạo đức khiến nó trở nên khét tiếng với các nước láng giềng. Chính quyền được xem là lười biếng và bất cẩn dẫn đến sao lãng công việc. Ngoài ra, tham nhũng của chính phủ đã khiến Thụy Điển được các cường quốc nước ngoài mua chuộc. "Chính sách trợ cấp" này bắt nguồn từ Hiệp ước Fontainebleau năm 1661, qua đó Thụy Điển, để đổi lấy một khoản tiền đáng kể, đã ủng hộ ứng cử viên Pháp cho ngai vàng Ba Lan. Thụy Điển đã bị giằng xé giữa Louis XIV của Pháp và các đối thủ của ông trong kế hoạch kiểm soát Hà Lan Tây Ban Nha. Phe chống Pháp chiếm ưu thế; và vào tháng 4 năm 1668, Thụy Điển đã gia nhập Liên minh tay ba, chấm dứt các vụ sáp nhập của Pháp thông qua Hiệp ước Aix-la-Chapelle(1668). Trong bốn năm tiếp theo, Thụy Điển vẫn nằm trong Liên minh tay ba; nhưng, vào năm 1672, Louis XIV đã thành công trong việc cô lập Cộng hòa Hà Lan và giành lại Thụy Điển làm đồng minh. Theo Hiệp ước Stockholm vào ngày 14 tháng 4 năm 1672, Thụy Điển đã ký một thỏa thuận với Pháp để bảo vệ phạm vi lợi ích của mình đặt Cộng hòa Hà Lan khỏi các yêu sách thù địch của Đức để đổi lấy 400.000 Riksdaler mỗi năm trong hòa bình và 600.000 trong thời chiến.

## Chiến tranh Scania
Năm 1674, Louis XIV kêu gọi Thụy Điển xâm chiếm lãnh địa công tước Brandenburg. Vào tháng 5 năm 1675, một đội quân Thụy Điển đã tiến vào Mark nhưng bị đánh bại vào ngày 18 tháng 6 tại Fehrbellin và rút lui về Demmin Thụy Điển. Vụ Fehrbellin chỉ là một cuộc giao tranh đơn thuần, với số thương vong thực tế lên tới dưới 600 người, nhưng nó cho thấy Thụy Điển tỏ ra dễ bị tổn thương và cho phép các nước láng giềng tấn công trong Chiến tranh Scanian.
Lúc này, đế chế bắt đầu sụp đổ. Năm 1675, Pomerania của Thụy Điển và lãnh địa công tước xứ Bremen đã bị Brandenburg, Áo và Danes chiếm. Vào tháng 12 năm 1677, lãnh địa Brandenburg đã chiếm được Stettin. Stralsund rơi vào ngày 15 tháng 10 năm 1678. Greifswald, sở hữu cuối cùng của Thụy Điển trên lục địa, đã bị mất vào ngày 5 tháng 11. Một liên minh phòng thủ với John III của Ba Lan đã bị hủy bỏ vào ngày 4 tháng 8 năm 1677, bởi sự hủy diệt của sức mạnh hải quân của Thụy Điển; Trận Öland, ngày 17 tháng 6 năm 1676; Trận Fehmarn, tháng 6 năm 1677 và đáng chú ý nhất là vào ngày 1 tháng 7 đến ngày 2 tháng 7 Trận chiến vịnh Køge. Những khó khăn liên quan đến nhà vua Ba Lan tiếp tục. Các tỉnh Scania (Scania, Halland và Blegind / Blekinge), từng là miền đông Đan Mạch, trở thành trung tâm chiến đấu dữ dội giữa người Thụy Điển và Danes, với cuộc đối đầu quy mô lớn giữa quân đội chính gần Lund vào tháng 12 năm 1676. Sau đó, Scania bị chia cắt thành Các vùng đất Đan Mạch và Thụy Điển tập trung quanh các thành phố chính trong phần còn lại của cuộc chiến. Các vùng lãnh thổ còn lại ở Scania chủ yếu là vùng đất không người, nơi diễn ra một "cuộc chiến tranh nhỏ" khốc liệt, với quân đội Thụy Điển ở một bên và quân đội chính thức và bán chính thức của Đan Mạch (freeshooters, v.v.) kết hợp với người dân địa phương có vũ trang.
Thông qua những thành công quân sự của quê hương của vị vua trẻ Thụy Điển và hoạt động ngoại giao của Louis XIV, một đại hội hòa bình đã bắt đầu các phiên họp tại Nijmegen vào tháng 3 năm 1677. Vào đầu tháng 4 năm 1678, nhà vua Pháp đã ra lệnh cho một điều khoản của hòa bình. Một trong những điều kiện chính của ông là sự phục hồi hoàn toàn của Thụy Điển, vì ông cần một đồng minh mạnh mẽ của Thụy Điển. Tuy nhiên, Charles XI đã từ chối nhượng bo lãnh thổ của kẻ thù của mình, điều này đã khiến nhà vua Pháp phải thương lượng thay mặt cho Thụy Điển mà không có sự đồng ý. Theo Hiệp ước Nijmegen vào ngày 7 tháng 2 và St. Germain vào ngày 29 tháng 6 năm 1679, Thụy Điển đã được trả lại gần như toàn bộ lãnh thổ Đức. Bởi Hòa ước Fontainebleau được xác nhận bởi Hòa ước Lund sau đó vào ngày 2 tháng 9, Đan Mạch sẽ trả lại tất cả đất đai mà họ đã chiếm được cho Thụy Điển vào ngày 4 tháng 10 năm 1679. Trong khi Thụy Điển không bao giờ có được những nhượng bộ này một mình, Charles XI đã bắt đầu ghét vua Pháp và phát triển thành kiến chống Pháp mạnh mẽ.

## Karl XI
Phần còn lại của triều đại Charles XI là nổi bật vì một cuộc cách mạng, trong đó chính phủ Thụy Điển đã được chuyển đổi thành một chế độ quân chủ bán tuyệt đối. Nhà vua nổi lên từ cuộc chiến đã thuyết phục rằng nếu Thụy Điển giữ được vị thế là một cường quốc, thì cần phải cải tổ toàn bộ hệ thống kinh tế và triệt tiêu quyền lực của tầng lớp quý tộc. Charles XI cảm thấy rằng anh ta có thể làm điều đó ngay bây giờ khi anh ta có các đồng minh trong các mệnh lệnh thấp hơn để hỗ trợ anh ta.
Riksdag của Stockholm, tháng 10 năm 1680, bắt đầu một kỷ nguyên mới của lịch sử Thụy Điển. Theo đề nghị của Bất động sản nông dân, câu hỏi về sự phục hồi của các vùng đất của vua ở những nơi xa xôi đã được đưa ra trước Riksdag, và một nghị quyết của Nghị viện đã chỉ ra rằng tất cả các Bá tước, nam tước, lãnh địa, điền trang và các khu nhà khác đều cho thuê hàng năm nhiều hơn hơn một số tiền nhất định mỗi năm sẽ trả cho Hoàng gia. Chính Riksdag đã quyết định rằng nhà vua không bị ràng buộc bởi bất kỳ hiến pháp cụ thể nào, mà chỉ bởi luật pháp và đạo luật, và thậm chí không bắt buộc phải tham khảo Hội đồng Cơ mật, nhưng được coi là một lãnh chúa có chủ quyền. Hội đồng Cơ mật đã thay đổi chức danh chính thức từ Riksråd (hội đồng nhà nước) thành Kungligt råd (hội đồng hoàng gia); một dấu hiệu rõ ràng cho thấy các ủy viên hội đồng không còn là đồng nghiệp của nhà vua, mà là những người hầu của ông ta.

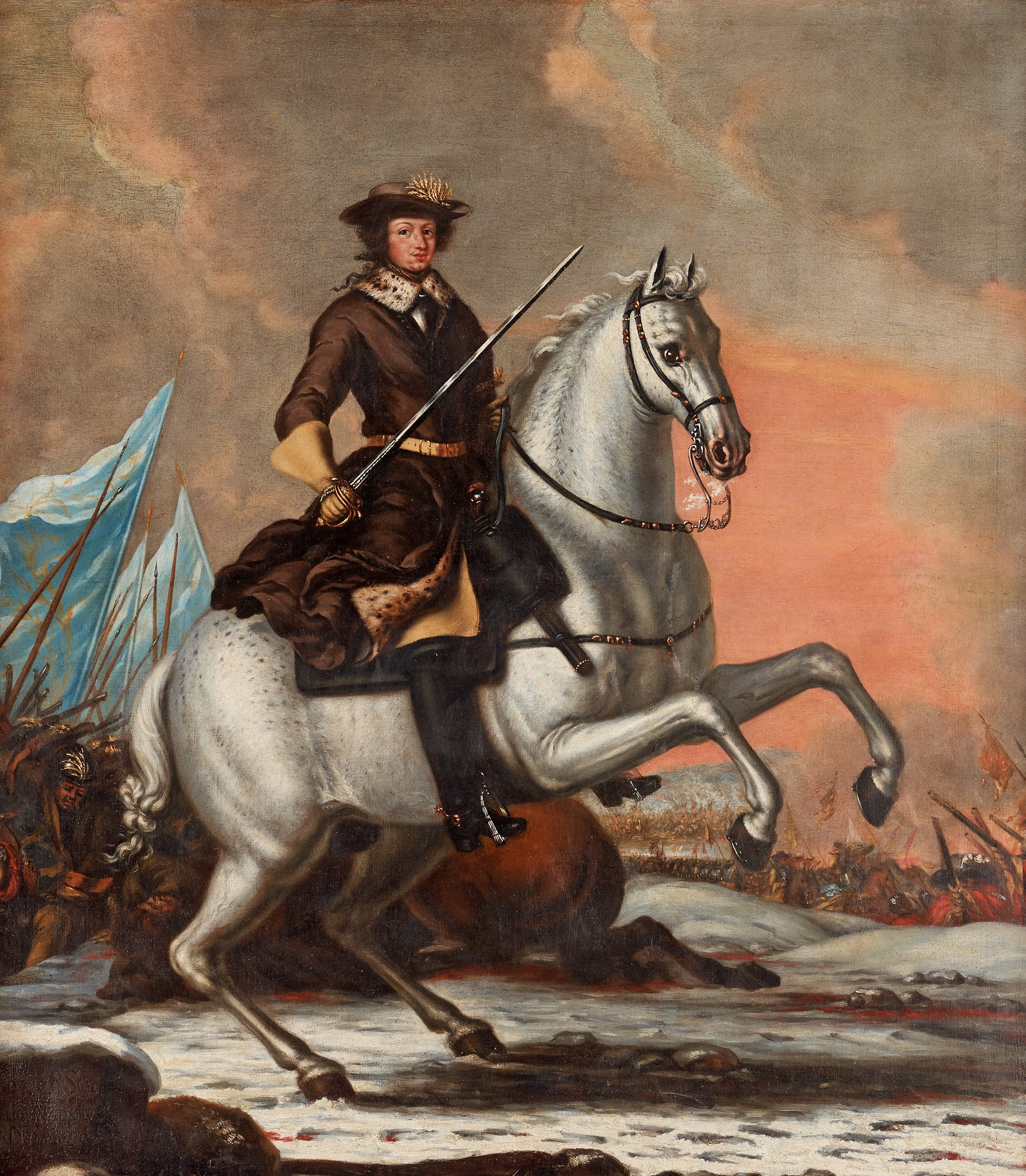
Vua Charles XI

Do đó, Thụy Điển đã trở thành một chế độ quân chủ chuyên chế nhưng ban hành quyền của người dân Thụy Điển, trong quốc hội, để được tư vấn về tất cả các vấn đề quan trọng. Riksdag, hoàn toàn bị lu mờ bởi Hoàng gia, đã làm ít hơn là đăng ký các sắc lệnh hoàng gia trong triều đại Charles XI của Thụy Điển; nhưng nó vẫn tiếp tục tồn tại như một phần thiết yếu của chính phủ. Hơn nữa, việc chuyển giao quyền này là một hành động tự nguyện. Người dân, biết nhà vua là đồng minh của họ, đã tin tưởng và hợp tác với ông ta. Riksdag năm 1682 tuyên bố rằng nhà vua được trao quyền để ban phát thái ấp và lấy trở lại, khiến nhà vua trở thành người định đoạt tài sản thế tục của người dân. Bấy giờ, nguyên tắc chuyên chế mới này đã được mở rộng cho cơ quan lập pháp của nhà vua, khi vào ngày 9 tháng 12 năm 1682, cả bốn khu vực không chỉ xác nhận rằng nhà vua nắm quyền lập pháp mà những người tiền nhiệm của ông được hưởng, mà thậm chí còn trao cho ông quyền giải thích và sửa đổi luật chung.
Sự phục hồi của vùng đất của nhà vua ở nơi xa xôi đã được Charles XI giữ cho đến hết đời. Ông đã tạo ra một ủy ban, cuối cùng đã được chuyển đổi thành một bộ ngoại giao thường trực. Nó hành động theo nguyên tắc rằng các quyền sở hữu của tất cả các bất động sản tư nhân có thể được gọi nếu nghi ngờ, bởi vì đôi khi chúng phải thuộc về Hoàng gia, và gánh nặng chứng minh quyền sở hữu thuộc về chủ sở hữu thực sự của tài sản, chứ không phải Hoàng gia. Số tiền doanh thu tích lũy cho Hoàng gia từ toàn bộ "Reduktion" là không thể ước tính; nhưng bằng các phương tiện này, kết hợp với quản lý cẩn thận và nền kinh tế cứng nhắc, Charles XI đã giảm được ba phần tư nợ quốc gia.
Charles XI tái lập trên cơ sở rộng lớn hơn việc tổ chức lại "indelningsverk" - một hệ thống quyền sử dụng quân sự trong đó các lực lượng quân sự quốc gia bị ràng buộc với đất. Điều này gắn liền với "nhiệm kỳ mưa đá", theo đó người thuê, thay vì trả tiền thuê nhà, có nghĩa vụ phải trang bị và duy trì một người lính kỵ binh và ngựa; trong khi knekthållare cung cấp binh lính chân được trang bị đầy đủ. Những người lính được cung cấp một số tiền để họ sống trong thời bình. Trước đây, sự bắt buộc thông thường đã tồn tại cùng với hệ thống phân phối hoặc phân loại này, nhưng nó đã tỏ ra không đầy đủ cũng như không được ưa chuộng, và vào năm 1682, Charles XI đã kết thúc nó để chuyển sang một hệ thống phân phối mở rộng. Hải quân Hoàng gia Thụy Điển đã được tu sửa hoàn toàn; và, cuộc chiến gần đây đã chứng minh sự không phù hợp của Stockholm là một trạm hải quân, việc xây dựng một kho vũ khí mới đã được bắt đầu tại Karlskrona. Sau mười bảy năm khó khăn tài chính, một lực lượng lớn gấp đôi ban đầu đã hoàn thành. Khi Charles XI chết, Thụy Điển có thể tự hào với một hạm đội gồm bốn mươi ba thuyền có boong, được điều khiển bởi 11.000 người và được trang bị 2.648 khẩu súng, và một trong những kho vũ khí tốt nhất trên thế giới.

## Karl XII và Đại chiến Bắc Âu

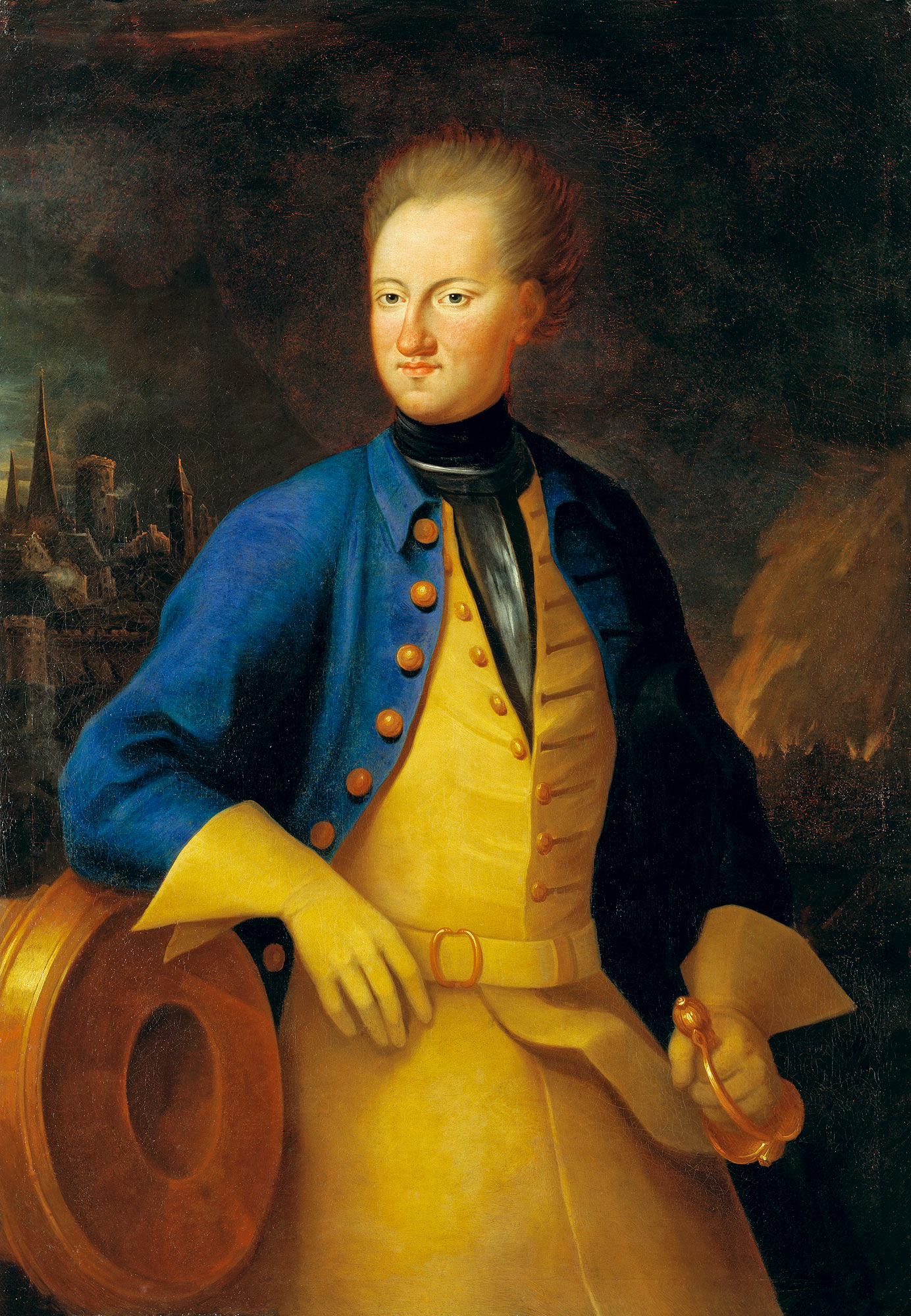
Karl XII

Sau cái chết của Charles XI, ngai vàng được thừa kế bởi con trai của ông, Charles XII. Sau một thời gian ngắn, ông được tuyên bố là đủ tuổi để cai trị. Ba năm sau, vào năm 1700, Đan Mạch, Ba Lan và Nga, những quốc gia đã mất nhiều lãnh thổ nhất vào Thụy Điển, đã cùng nhau tuyên chiến. Đan Mạch sớm bị buộc phải hòa bình sau khi có sự can thiệp chung của quân đội Thụy Điển, Anh và Hà Lan, sau đó Nhà vua và phần lớn quân đội Thụy Điển đã được chuyển đến các tỉnh Baltic, nơi quân đội Nga và Ba Lan đang bao vây một số thị trấn. Quân đội Nga đã bị đánh bại một cách rõ ràng trong Trận Narva, sau đó Charles đưa quân đội vào Ba Lan với mục đích truất ngôi vua Ba Lan Augustus II. Việc này mất vài năm, nhưng vào năm 1706, với Hiệp ước Altranstädt, ông đã đạt được mục tiêu của mình.
Trong khi đó, Nga đã tìm cách chiếm hữu một số thị trấn bên bờ biển Baltic. Thay vì cố gắng chiếm lại những thứ này, Charles đã chọn hành quân trực tiếp tới Moscow, nhưng do thời tiết khắc nghiệt, khó khăn về đường tiếp tế và chiến lược tiêu thổ của Nga, ông buộc phải quay về phía Ukraine. Năm 1709, quân đội Thụy Điển bị đánh bại và bị bắt trong Trận Poltava; Charles đã trốn thoát về phía nam đến Bender trong Đế quốc Ottoman. Sau thất bại tại Poltava, Ba Lan và Đan Mạch đã tái tham gia cuộc chiến, cùng với các quốc gia khác muốn có một phần của các tỉnh Thụy Điển. Trong những năm tiếp theo, hầu hết trong số họ đều thất thủ và Nga chiếm nửa phía đông của Thụy Điển (Phần Lan ngày nay).
Bất chấp những thất bại đó, Charles XII đã hai lần cố gắng xâm chiếm Na Uy để loại Đan Mạch-Na Uy khỏi vòng chiến một lần nữa. Vào ngày 30 tháng 11 năm 1718, Vua Charles XII đã bị trọng thương trong cuộc bao vây Pháo đài Fredriksten ở Fredrikshald, Halden ngày nay. Với cái chết của ông, các nỗ lực chiến tranh của Thụy Điển hầu như bị đình trệ, mặc dù Nga tiếp tục quấy rối dân chúng các khu vực ven biển Thụy Điển cho đến khi Hiệp ước Nystad được ký kết cuối cùng vào năm 1721. Thụy Điển sẽ vẫn là một cường quốc trong khu vực với thành công khác nhau cho đến thế kỷ 19, nhưng Chiến tranh phương Bắc vĩ đại chấm dứt giai đoạn như một cường quốc của Thụy Điển.

## Lịch sử quân sự
Một lý do chính tại sao Thụy Điển có thể thành công như vậy trong các cuộc chiến với số lượng binh sĩ khan hiếm như vậy là chiến thuật quân sự tiên tiến của nó. Thụy Điển đã có thể cải cách chiến thuật quân sự của mình liên tục trong suốt thời gian. Trước những cải cách của Gustav II Adolf, cả cha ông, Charles IX và chú Erik XIV của ông đã cố gắng cải tổ quân đội nhưng thực tế đã thất bại trong việc này. Charles IX, giống như hầu hết các nhà cai trị khác, đã cố gắng thực hiện hệ thống Hà Lan vào quân đội nhưng với thành công hạn chế. Việc thiếu một tổ chức nghiêm ngặt trong bộ binh khiến cho tỷ lệ người lính súng hỏa mai thấp hơn nhiều so với tỷ lệ ưa thích từ 1 đến 1. Điều này, kết hợp với việc thiếu kinh phí để cung cấp cho binh sĩ áo giáp, khiến bộ binh Thụy Điển bị trang bị nhẹ một cách nguy hiểm và không thể đối phó với kỵ binh hoặc bộ binh hạng nặng hơn trong địa hình mở. Charles IX, tuy nhiên, có thể thực hiện hệ thống của Hà Lan để chiến đấu trong lúc quay nửa vòng giữa các kỵ binh, với kết quả đáng tiếc. Quân đội cải cách một phần của ông đã phải chịu một thất bại thảm hại tại Kircholm trước một đội quân Ba Lan-Litva do Jan Karol Jigkiewicz lãnh đạo. Kỵ binh nhẹ - Hussaria là kỵ binh xung kích cuối cùng ở châu Âu vẫn chiến đấu bằng giáo, nhưng chúng đã chứng minh với hiệu quả đáng sợ là sự vượt trội của việc tấn công mạnh mẽ so với các caracole phòng thủ được sử dụng ở phần còn lại của châu Âu. Cuối cùng, cuộc nổi dậy của Charles IX chống lại cháu trai Sigismund (vua của Thụy Điển và Ba Lan, công tước của Litva) và sau đó lên ngôi vua của Thụy Điển đã gây ra một cuộc đấu tranh gay gắt cho ngai vàng của Thụy Điển cuối cùng sẽ không kết thúc cho đến khi hiệp ước Oliva năm 1660.
Gustav II Adolf kế thừa chiến tranh Ba Lan cùng với Chiến tranh Kalmar chống lại Đan Mạch khi Charles IX qua đời năm 1611. Cuộc chiến chống lại Đan Mạch là một mất mát khủng khiếp buộc Thụy Điển phải trả khoản tiền chuộc 1 triệu silverdaler để lấy lại Älvsborg (khoản thanh toán cuối cùng được trả vào năm 1619). Cuộc chiến Ba Lan bị gián đoạn bởi một loạt các thỏa thuận ngừng bắn do sự yếu kém của Thụy Điển cùng với sự không sẵn lòng của giới quý tộc Ba Lan để chiến đấu với một cuộc chiến chỉ được coi là vì lợi ích cá nhân của Sigismund III. Sự hòa bình tốn kém với Đan Mạch và Ba Lan - Litva không có khả năng thực hiện một cuộc tấn công trên biển vào lục địa Thụy Điển đã dành thời gian cho Gustav II Adolf cải tổ quân đội của mình. Sự tiếp tục của cuộc chiến Ba Lan vào năm 1625, 161616 đã cho phép Christopher II Adolf thử nghiệm và cải thiện hơn nữa quân đội của mình chống lại quân đội Ba Lan-Litva với đội kỵ binh đáng sợ.
Vào thời điểm Thụy Điển can thiệp trong Chiến tranh ba mươi năm 1630, Gustav II Adolf đã biến quân đội Thụy Điển (Gustavian) thành một đội quân trong đó kỵ binh chiến đấu với chiến thuật gây sốc mạnh mẽ, gần với chiến thuật của Ba Lan hơn Tây Âu. Động tác quay ngựa nửa vòng và áo giáp hạng nặng hầu hết bị bỏ rơi, và kiếm lưỡi cong được thay thế bằng khẩu súng lục wheellock làm vũ khí chính của kỵ binh. Kỵ sĩ cưỡi gối chạm gối trong một đội hình chặt chẽ. Khi tới phạm vi, chúng chuyển sang phi nước đại và nạp đạn, và ở khoảng cách mười thước, bắn cả hai khẩu súng lục. Một trung đoàn tiêu chuẩn bắn 250 phát đồng thời sẽ tạo ra một lỗ hổng trong hàng ngũ địch. Sau đó, họ tiếp tục tấn công bằng kiếm lưỡi cong (värjor), nhằm phá vỡ đội hình của kẻ thù. Bộ binh trong khi đó được sử dụng một cách phòng thủ, dựa vào hỏa lực vượt trội của họ để phá vỡ các cuộc tấn công của kẻ thù. Các toán lính ngự lâm nhỏ hơn (~ 200 người) đã được sử dụng trong cuộc chiến Ba Lan để hỗ trợ kỵ binh chống lại kỵ binh Ba Lan-Litva vượt trội. Gustav II Adolf đã giành được danh hiệu "cha đẻ của chiến tranh hiện đại" vì chiến thuật cách mạng của ông trong Chiến tranh ba mươi năm, sau này đã truyền cảm hứng cho các quốc gia khác và trở thành chiến thuật tiêu chuẩn. Gustav II Adolf trở thành hình mẫu hàng đầu của nhiều vị vua Thụy Điển sau này.

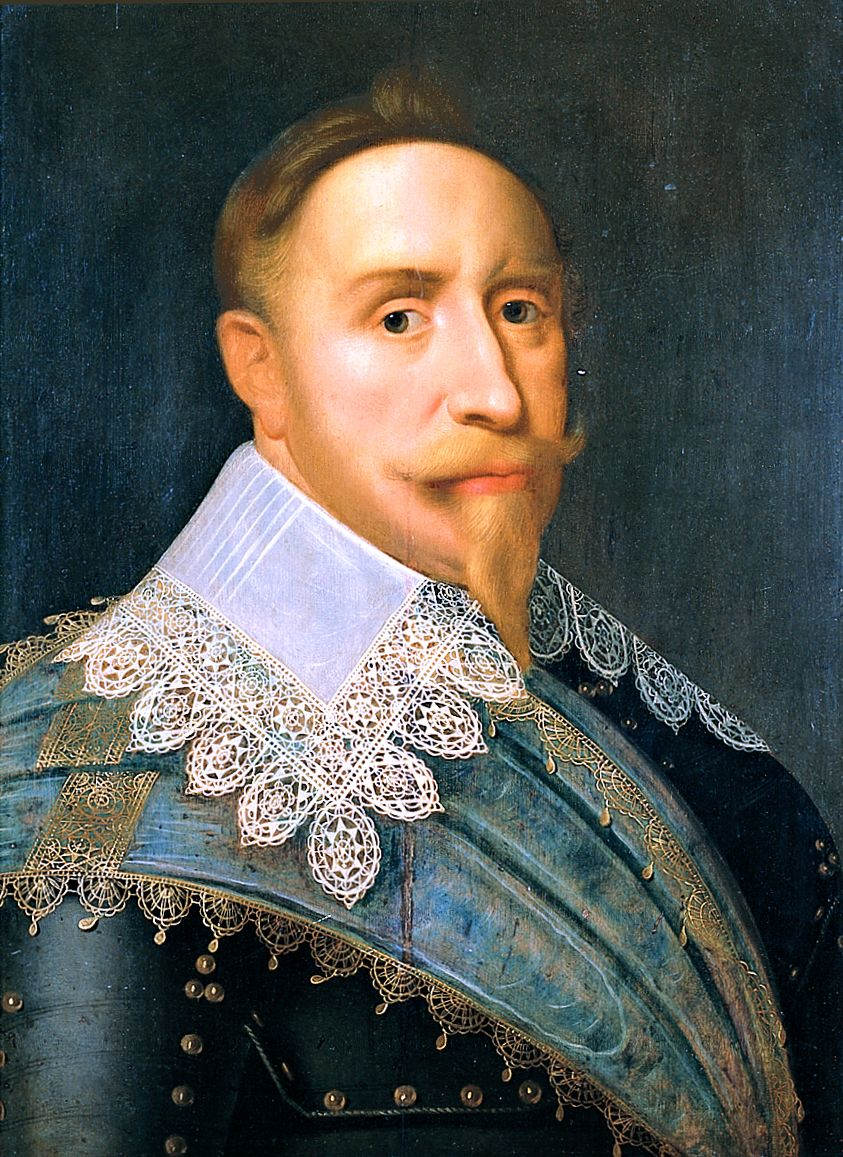
Gustavus Adolphus

Trong suốt Chiến tranh ba mươi năm, khả năng gây sốc của bộ binh liên tục được cải thiện. Bản chất chiến thuật của bộ binh là chống lại tốt với quân đội Ba Lan - Litva do kỵ binh thống trị đã được tăng cường trong chiến tranh để cho bộ binh có khả năng cung cấp hỏa lực tàn phá và thực hiện các cuộc tấn công. Ban đầu, tại Trận Breitenfeld (1631), bộ binh gần như hoàn toàn dựa vào hỏa lực của họ và thấy việc sử dụng tấn công rất hạn chế; nhưng dưới sự lãnh đạo của Johan Banér, người nắm quyền chỉ huy sau thất bại tại Nördlingen, hệ thống lữ đoàn Gustavia cuối cùng đã được đổi thành hệ thống tiểu đoàn được biết đến từ Chiến tranh Kế vị Tây Ban Nha và Đại chiến Bắc Âu (chiều sâu được hạ xuống từ sáu cấp xuống còn ba hoặc bốn khi lưỡi lê được giới thiệu vào cuối thế kỷ 17).
Chiến thuật của Thụy Điển một lần nữa chuyển hướng rất nhiều từ chiến thuật lục địa trong nửa sau của thế kỷ 17. Chiến thuật lục địa ngày càng nhấn mạnh đến hỏa lực của tiểu đoàn, trong khi chiến thuật của Thụy Điển (Quân đội Karoliner) hầu như chỉ dựa vào yếu tố gây sốc khi bộ binh và kỵ binh tấn công kẻ thù. Khi lưỡi lê được giới thiệu, mâu đã bị loại bỏ trong tất cả các quân đội ngoại trừ Thụy Điển và Nga vào năm 1700.
Trong thời kỳ này, người ta đã nói về Charles XII rằng "ông ta không thể rút lui, chỉ tấn công hoặc gục ngã". Những người lính của ông ta cũng vậy. Trong chiến thuật của quân đội Thụy Điển thời bấy giờ, rút lui không bao giờ được bảo đảm an toàn, và họ có nghĩa vụ phải tấn công hoặc chiến đấu ở nơi họ đứng. Đây là một học thuyết quân sự mà (với lợi thế của nhận thức muộn màng) đã chứng minh là khá liều lĩnh.
Cuộc tấn công gây sốc của bộ binh hoạt động như sau. Hai hàng ngũ lính ngự lâm phía sau được lệnh bắn khi "bạn không thể bỏ lỡ", trong phạm vi khoảng 50 mét, và sau đó rút kiếm của họ trước khi tiểu đoàn tiếp tục tấn công. Hai hàng đầu sau đó đã xả đội hình trong phạm vi khoảng 20 mét trước khi rút kiếm của họ, và cuộc tấn công bắt đầu. Ở phạm vi này, các súng hỏa mai mạnh mẽ thường đánh gục nhiều quân địch và làm mất tinh thần chúng. Ngay sau loạt bắn, người Thụy Điển đã tấn công hàng ngũ kẻ thù bằng mâu, lưỡi lê và kiếm lưỡi cong. Lưu ý rằng những chiếc mâu nhọn được sử dụng làm vũ khí tấn công: trong chiến đấu gần, chúng có lợi thế hơn vũ khí của kẻ thù nhờ khoảng cách của chúng. Sau khi lưỡi lê được giới thiệu trong quân đội Karoliner (1700 - 1706), loạt đạn cuối cùng đã bị trì hoãn cho đến khi những người lính ở trong phạm vi lưỡi lê.
Mọi tiểu đoàn bộ binh đều có lính ném lựu đạn kèm theo. Họ ủng hộ cuộc tấn công bộ binh bằng cách ném lựu đạn từ bên sườn. Họ cũng thành lập các đơn vị riêng và được trang bị như bộ binh.
Do đó, vào nửa sau của thế kỷ 17, sự khác biệt lớn giữa quân đội Thụy Điển và các nước khác trên lục địa là thiếu hỏa lực tương đối và sử dụng mâu nhọn và kiếm. Thụy Điển và Nga là những quốc gia duy nhất tại thời điểm đó sử dụng mâu. Ở châu Âu đương thời, bộ binh được trang bị súng hỏa mai, trong khi trong quân đội Thụy Điển, cứ ba người lại có một chiếc mâu. Những người lính mâu thường được triển khai bốn người theo chiều sâu với những người lính ngự lâm có độ sâu bằng như vậy ở hai bên. Chiếc mâu được sử dụng để đẩy lùi kỵ binh và phá vỡ các tuyến địch khi chúng tấn công.